# Michael Schulte
Michael Schulte, (Eckernförde, 1990. április 30. –) német énekes és színész. Ő képviselte Németországot a 2018-as Eurovíziós Dalfesztiválon, Lisszabonban, a You Let Me Walk Alone című dallal. A döntőben 340 pontot sikerült összegyűjtenie, így a 4. helyezést érte el.

## Diszkográfia
- All the Waves (2011)
- Acoustic Cover – Live, Vol. 1 (2011)
- Acoustic Cover – Live, Vol. 2 (2011)
- Berlin Sessions (2011)
- Acoustic Cover – Live, Vol. 3 (2012)
- Wide Awake (2012)
- Grow Old with Me (2012)
- My Christmas Classics (2013)
- Thoughts (2014)
- The Arising (2014)
- Hold the Rhythm (2017)